# Merv Griffin

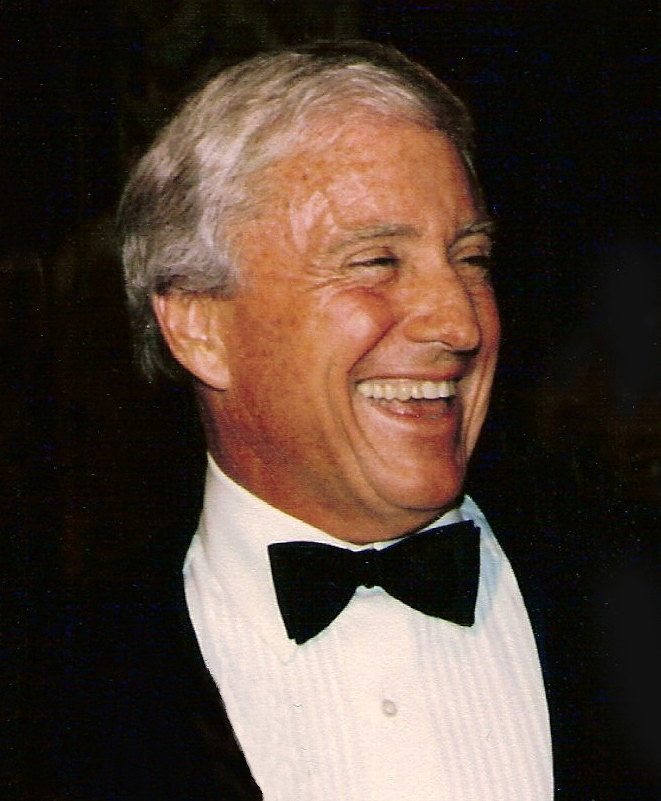
Merv Griffin

Mervyn Edward Griffin Jr. (* 6. Juli 1925 in San Mateo, Kalifornien; † 12. August 2007 in Los Angeles, Kalifornien) war ein US-amerikanischer Entertainer.

## Leben
Merv Griffin wurde in einer Vorstadt von San Francisco geboren. Seine Karriere begann er 19-jährig als Sänger im Radio. Als Teenager war Griffin leicht übergewichtig, was seine Fans, die ihn lediglich vom Radio her kannten, so enttäuschte, dass sie sich über ihn lustig machten. Diese Reaktionen seiner Fans machten ihn so betroffen, dass er sich entschloss, sein Gewicht zu reduzieren und sein Image zu ändern. Er tourte etwa vier Jahre lang mit der Band von Freddy Martin. Griffin verdiente genug Geld durch sein eigenes Schallplatten-Label Panda Records, wodurch er sein selbst veröffentlichtes Album Songs by Merv Griffin finanzieren konnte. Es war das erste US-amerikanische Album, das auf Magnetband aufgenommen wurde. Sein Lied I've Got A Lovely Bunch Of Coconuts erreichte 1950 eine Nr.-1-Platzierung in den USA.
Dem US-amerikanischen Publikum wurde Griffin durch seine Merv Griffin Show bekannt. Die Sendung lief von 1962 bis 1963 auf NBC, 1965 bis 1969 und erneut von 1972 bis 1986 sowie auf CBS von 1969 bis 1972. In Europa wurde Griffin durch die Sendungen Glücksrad (Wheel of Fortune) sowie Jeopardy! bekannt, die er in der ursprünglichen Fassung für den Sender NBC kreiert hatte. Beide Formate entwickelten sich zu den erfolgreichsten Spielshows der Fernsehgeschichte.
In den 1980er Jahren erwarb Griffin das Beverly Hilton Hotel in Beverly Hills. Zudem kaufte er 1988 das Resorts Hotel and Casino, ehemals Chalfonte-Haddon Hall Hotel, in Atlantic City von Donald Trump.

## Privatleben

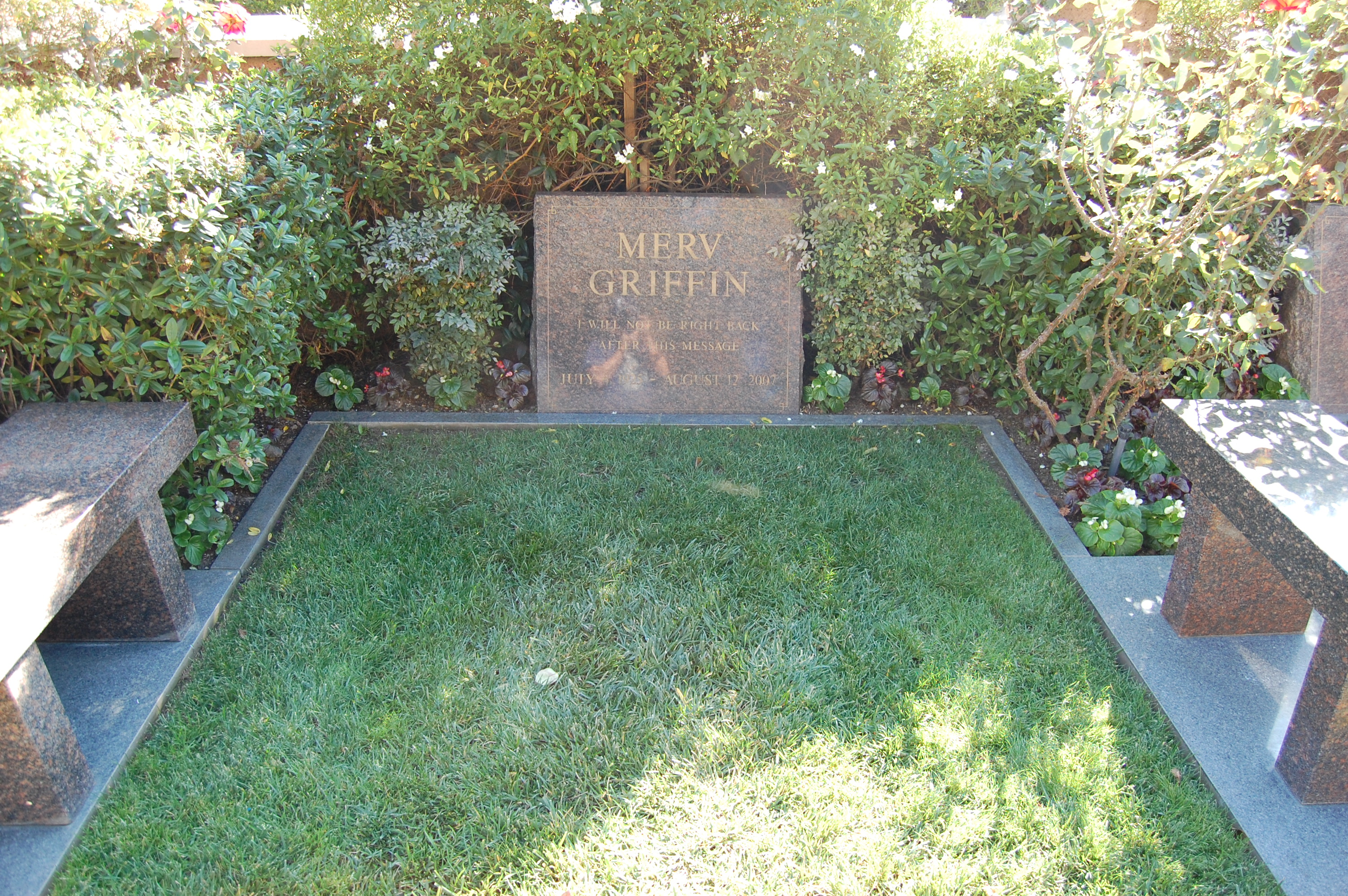
Griffins Grab auf dem Westwood Village Memorial Park Cemetery

Griffin war von 1958 bis 1976 mit Julann Wright verheiratet und hatte mit ihr einen Sohn, Tony Griffin. Die Ehe wurde 1976 geschieden.
Im Juli 2007 wurde bei Griffin erneut Prostatakrebs diagnostiziert, den er seit 1996 überwunden glaubte. Griffin begab sich zur Behandlung ins Los Angeleser Cedars-Sinai-Hospital, wo er am 12. August 2007 82-jährig verstarb.
Griffins Bisexualität war in den Vereinigten Staaten ein offenes Geheimnis. 1991 sorgten zwei Gerichtsverfahren für Aufsehen: Ein Moderator verklagte Griffin wegen „sexueller Belästigung“, und ein Assistent wollte als ehemaliger unverheirateter Lebensgefährte Unterhaltszahlungen in Höhe von 200 Millionen Dollar erstreiten. Beide Gerichtsverfahren scheiterten. Direkt nach Griffins Tod wurde dessen Bisexualität erstmals auch öffentlich thematisiert.